# Vanderlei Macris
Vanderlei Macris (Americana, 20 de maio de 1950) é um advogado e político brasileiro, filiado ao Partido da Social Democracia Brasileira (PSDB) em seu terceiro mandato como deputado federal por São Paulo. A partir de 1974, Macris foi eleito para sete mandatos como deputado estadual por São Paulo.

## Biografia
Com mais de 40 anos de vida pública, o deputado federal Vanderlei Macris, ainda jovem, com 22 anos, iniciou sua história na política, eleito vereador na cidade de Americana. Macris exerceu o mandato por dois anos e, em 1974, decidiu sair candidato a uma vaga na Assembleia Legislativa do Estado de São Paulo. Foi eleito deputado estadual com 24.296 votos. Em 1980, foi aprovada a lei 2.446, de sua autoria, que protege a bacia dos Rios Piracicaba e Mogi Guaçu, mais conhecida como Lei Macris. Outros projetos importantes do deputado também se tornaram lei, como a criação da Comissão de Fiscalização e Controle da Assembleia Legislativa; a regulamentação dos rodeios; e a criação do Polo Tecnológico das Indústrias Têxteis e de Confecção.[carece de fontes?]
Em 1979, foi eleito Líder da Oposição na Assembleia Legislativa. Macris participou ativamente da fundação do PSDB com Fernando Henrique Cardoso, Franco Montoro, Mário Covas, José Serra e Geraldo Alckmin.
Em 1999, foi eleito presidente da Assembleia Legislativa de São Paulo. Macris foi autor do Fórum São Paulo Século XXI, que discutiu o futuro de São Paulo e culminou com a criação do IPRS (Índice Paulista de Responsabilidade Social), referência no planejamento de políticas publicas. Foi escolhido pelo governador Geraldo Alckmin para ser líder de seu governo na Assembleia de 2002 a 2005.
Em 2006, foi eleito deputado Federal pelo PSDB-SP, ingressando no Congresso Nacional.
Macris foi autor do requerimento que culminou na CPI do Sistema de Tráfego Aéreo, ação que pôs às claras a triste realidade do setor aéreo no país. Atuou em discussões sobre projetos importantes para nosso país, como o Trem de Alta Velocidade, ainda não implantado. Foi vice-presidente da CPI sobre Crianças Desaparecidas, que buscou soluções para este problema tão grave no país.
Coordenador por São Paulo da Frente Parlamentar Têxtil Nacional, Macris participou de debates e alertou sobre a preocupação com preservação da produção têxtil brasileira em relação ao baixo custo dos produtos asiáticos.
Cauê Macris, seu filho, foi eleito deputado estadual com 64.412 votos, com apenas 27 anos. Paralelo a isto, Macris lutou pela reeleição e assumiu seu 10º mandato como deputado.
Neste segundo mandato como deputado federal, Macris viu concretizar um projeto importante que apresentou em defesa dos idosos. Em junho, foi sancionado pela então presidente Dilma Roussef o projeto de Lei de sua autoria que determina 3% das residências de programas habitacionais públicos aos idosos. O Projeto de Lei Nº 129/2007, convertido na Lei Nº 12.418/2011, vem a cumprir “um preceito básico da Constituição Federal, dos direitos sociais e dos direitos da família”.
A Revista Veja, na edição do dia 28 de dezembro de 2011, destacou Vanderlei Macris como 24º melhor deputado do país num ranking que avaliou os 513 parlamentares da Câmara dos Deputados com melhor atuação naquele ano.
Macris foi membro da CPMI do Cachoeira, coordenou a bancada paulista no projeto que definiu o Voto Aberto no Congresso Nacional e foi autor e relator da Comissão Especial que estudou os malefícios sobre o consumo excessivo de Bebidas Alcoólicas no Brasil.
Atualmente Vanderlei Macrisé o 1º vice-líder do PSDB na Câmara dos Deputados e membro das comissões permanentes de Fiscalização Financeira e Controle e de Viação e Transportes da Câmara.

## Posicionamentos
Em maio de 2010, votou a favor da Lei da Ficha Limpa, projeto de lei de iniciativa popular.
Em abril de 2016, votou pela admissibilidade do processo de impeachment de Dilma Rousseff.
Em novembro de 2016, Macris se posicionou contrário à anistia do caixa 2. Para Macris, a intenção era dar uma solução rápida para um problema que está sendo avaliado com cuidado na comissão. “Estamos fazendo trabalho sério, aprofundando debate sobre isso com juristas", destacou.
Votou a favor da PEC do Teto dos Gastos Públicos e da Reforma Trabalhista.  Em agosto de 2017 votou a favor do processo em que se pedia abertura de investigação do então presidente Michel Temer.

## Desempenho em eleições
| Ano  | Eleição               | Coligação               | Partido | Candidato a       | Votos         | Votos em Americana | Resultado |
| ---- | --------------------- | ----------------------- | ------- | ----------------- | ------------- | ------------------ | --------- |
| 1974 | Estadual de São Paulo | MDB                     | MDB     | Deputado Estadual | 24.296 (59º)  | 13.873 (1º)        | Eleito    |
| 1978 | Estadual de São Paulo | MDB                     | MDB     | Deputado Estadual | 58.384 (8º)   | 24.975 (1º)        | Eleito    |
| 1982 | Estadual de São Paulo | PMDB                    | PMDB    | Deputado Estadual | 70.917 (12º)  | 21.787 (1º)        | Eleito    |
| 1986 | Estadual de São Paulo | PMDB                    | PMDB    | Deputado Estadual | 66.262 (9º)   | 19.720 (1º)        | Eleito    |
| 1994 | Estadual de São Paulo | PSDB                    | PSDB    | Deputado Estadual | 21.651 (102º) | 9.573 (2º)         | Suplente  |
| 1998 | Estadual de São Paulo | PTB, PSD, PSDB          | PSDB    | Deputado Estadual | 70.917 (17º)  | 38.668 (1º)        | Eleito    |
| 2002 | Estadual de São Paulo | PFL, PSD, PSDB          | PSDB    | Deputado Estadual | 104.223 (22º) | 43.323 (1º)        | Eleito    |
| 2006 | Estadual de São Paulo | PFL, PSDB               | PSDB    | Deputado Federal  | 142.510 (29º) | 33.974 (1º)        | Eleito    |
| 2010 | Estadual de São Paulo | PPS, DEM, PSDB          | PSDB    | Deputado Federal  | 111.531 (56º) | 38.166 (1º)        | Suplente  |
| 2014 | Estadual de São Paulo | PSDB, DEM, PPS          | PSDB    | Deputado Federal  | 148.499 (30º) | 38.838 (1º)        | Eleito    |
| 2018 | Estadual de São Paulo | PSDB, DEM, PP, PSD, PTC | PSDB    | Deputado Federal  | 102.708 (39º) | 15.251 (1º)        | Eleito    |
| 2022 | Estadual de São Paulo | PSDB, Cidadania         | PSDB    | Deputado Federal  | 87.502 (75º)  | 13.839 (3º)        | Suplente  |